# 스테판 바이체티치
스테판 바이체티치(Stefan Bajčetić, 2004년 10월 22일 ~ )는 스페인의 축구 선수이며, 라스팔마스에서 수비수 또는 미드필더로 뛰고 있다.